# جو هوي
جو هوي مواليد 4 نوفمبر 1989، هي لاعبة كرة يد كورية جنوبية تلعب كحارس مرمى. مثلت منتخب كوريا الجنوبية لكرة اليد للسيدات. شاركت في دورة الألعاب الأولمبية الصيفية سنة 2012.

## سجل المنافسة
شاركت في البطولات التالية:
- الألعاب الأولمبية الصيفية 2012
- بطولة العالم لكرة اليد للسيدات 2011
- بطولة العالم لكرة اليد للسيدات 2015

## روابط خارجية
- جو هوي على موقع الاتحاد الدولي لكرة اليد (الإنجليزية)
- جو هوي على موقع اللجنة الأولمبية الدولية (الإنجليزية)
- جو هوي على موقع أوليمبيديا (الإنجليزية)